# HD 162978
天龠一，即蛇夫座63，63 Oph，又名HD 162978，CD-2413615，SAO 185928、HR 6672，是一颗恒星，视星等为6.2，位于銀經4.54，銀緯0.3，其B1900.0坐标为赤經17h 54m 54s，赤緯-24° 53′ 13.6″。